# Bernardo Sayão
Bernardo Sayão este un oraș în Tocantins (TO), Brazilia.